# Rajmund Jarosz (prezydent miasta)
Rajmund Jarosz (ur. 17 marca 1875 w Kalwarii Zebrzydowskiej, zm. 23 lipca 1937 w Drohobyczu) – polski burmistrz i prezydent miasta Drohobycza, marszałek powiatu, właściciel uzdrowisk Truskawiec (od 1911) i Horyniec, prezes Związku Uzdrowisk Polskich.

## Życiorys
Urodził się 17 marca 1875 w Kalwarii Zebrzydowskiej, w rodzinie Rudolfa (sędziego) i Marii z Klemensiewiczów. Ukończył studia na Wydziale Prawa Uniwersytetu Jagiellońskiego. Był urzędnikiem Towarzystwa Wzajemnych Ubezpieczeń w Krakowie, w 1902 mianowany kierownikiem placówki w Drohobyczu. Oddział Towarzystwa pod jego kierownictwem wkrótce rozkwitł. Sam Jarosz działał w sferze interesów naftowych, dzięki czemu nabył uzdrowisko Truskawiec. Od 1907 członek rady miejskiej Drohobycza i delegat do rady powiatu drohobyckiego, w którym od 30 grudnia 1907 przez 25 lat był członkiem wydziału powiatowego. Przed 1918 był marszałkiem powiatu drohobyckiego. Wybierany burmistrzem Drohobycza 26 sierpnia 1908, i ponownie 28 lutego 1913, na drugą sześcioletnią kadencję do 1919. Po odzyskaniu przez Polskę niepodległości w II Rzeczypospolitej wybrany prezydentem Drohobycza wiosną 1927 i ponownie w kwietniu 1932. Reskryptem z 21 września 1935 wybrany członkiem Lwowskiej Rady Wojewódzkiej.
Był prezesem Okręgowego Towarzystwa Rolniczego. Przy pomocy Jana Jarosza, Rajmund Jarosz ufundował Muzeum Przyrodnicze na Pomiarkach. Raz w roku każdy biedny mieszkaniec Drohobycza dostawał od Jarosza prezent: przed pałacykiem na Mickiewicza stał kasjer i wypłacał każdemu po złotówce. Od 1929 był prezesem Związku Uzdrowisk Polskich. Otrzymał tytuł honorowego obywatela Drohobycza. W ostatnich tygodniach życia został przewodniczącym okręgu miejskiego Obozu Zjednoczenia Narodowego.
Jego bratem był Jan Jarosz, profesor paleontologii. Jego żoną została Emma Zoellner (ślub w Rozwadowie nad Sanem w 1898, zmarła 6 marca 1926). Ich dziećmi byli: Roman (przewodniczący Komisji Zdrojowej), Aleksander (inżynier), Stanisław (zginął tragicznie jako dziecko przed II wojną światową) i Zofia (żona mjr Jerzego Boguskiego).
W 1935, gdy był już chory, wezwał do siebie syna, Romana, i oddał mu Truskawiec. Zmarł po długiej chorobie 23 lipca 1937 w Drohobyczu. Został pochowany 25 lipca 1937 w Drohobyczu. W jego pogrzebie uczestniczyło ok. 10 tys. osób.
W dniu śmierci Rajmunda Jarosza rada miejska Drohobycza podjęła uchwałę o zmianie nazwy ulicy Solnej i nadaniu jej imienia Rajmunda Jarosza. Jego imieniem nazwano także ulice w Truskawcu i Borysławiu. W Drohobyczu do dziś zachowała się willa należąca przed wojną do Rajmunda Jarosza. Na stanowisku prezesa Związku Uzdrowisk Polskich jego następcą został Stanisław Karłowski.

## Ordery i odznaczenia
- Złoty Krzyż Zasługi (19 marca 1935)[8]
- Medal Niepodległości (16 września 1931)[9]
- Odznaka 6 Pułku Strzelców Podhalańskich
- Krzyż Komandorski z Gwiazdą Orderu Krzyża Orła II klasy (Estonia, 1935)[10]
- Kawaler Orderu Franciszka Józefa (Austro-Węgry, 1917)[11]